# Arlington (Arizona)
Arlington es un lugar designado por el censo ubicado en el condado de Maricopa en el estado estadounidense de Arizona. En el Censo de 2010 tenía una población de 194 habitantes y una densidad poblacional de 31,96 personas por km².

## Geografía
Arlington se encuentra ubicado en las coordenadas 33°20′6″N 112°46′29″O / 33.33500, -112.77472. Según la Oficina del Censo de los Estados Unidos, Arlington tiene una superficie total de 6.07 km², de la cual 6.07 km² corresponden a tierra firme y (0%) 0 km² es agua.

## Demografía
Según el censo de 2010, había 194 personas residiendo en Arlington. La densidad de población era de 31,96 hab./km². De los 194 habitantes, Arlington estaba compuesto por el 69.07% blancos, el 0.52% eran afroamericanos, el 1.55% eran amerindios, el 0% eran asiáticos, el 0% eran isleños del Pacífico, el 24.23% eran de otras razas y el 4.64% pertenecían a dos o más razas. Del total de la población el 29.9% eran hispanos o latinos de cualquier raza.